# Earl Anderza
Earl Anderza (Los Angeles, 24 oktober 1933 - Chicago, rond 1982) was een Amerikaanse jazz-altsaxofonist die West Coast-jazz speelde. 
Hij leerde op jonge leeftijd muziek spelen en volgde lessen bij Lloyd Reese en Sam Browne. Van mei 1959 tot oktober 1962 was hij een gedetineerde in San Quentin, waar hij speelde in de gevangenisband met onder meer Art Pepper, Frank Morgan, Dupree Bolton en Jimmy Bunn. Ook in 1964 verbleef hij enkele maanden in deze gevangenis. Tussen deze periodes nam hij een langspeelplaat op voor Pacific Records, Outa Sight, met onder meer George Morrow en Donald Dean. Anderza was een drugs-gebruiker, hetgeen er waarschijnlijk de oorzaak van is geweest dat hij niet meer heeft opgenomen en later in de anonimiteit is verdwenen.

## Discografie
- Outa Sight, Pacific Jazz, 1963